# Тичи, Брайан
Брайан Тичи (англ. Brian Tichy; 18 августа 1968, Денвилл, Нью-Джерси) — американский барабанщик, гитарист, вокалист и автор песен.
Родился 18 августа 1968 года в Денвилле, Нью-Джерси. В юности на него повлияли Led Zeppelin, Kiss, Aerosmith, AC/DC и Van Halen. Заниматься на ударных Брайан начал в 8 лет, с 12 играет на гитаре. В 1986—1990 годах он учился в музыкальном колледже в Беркли (Berklee College of Music), по окончании которого он гастролировал и записывался с множеством исполнителей, включая Билли Айдола, Оззи Осборна, Seether, Velvet Revolver, Foreigner, Pride & Glory, Sass Jordan и Slash’s Snakepit. С июня 2010 по январь 2013 года был барабанщиком Whitesnake. Неоднократно входил в состав The Dead Daisies - в 2013, 2015 - 2017гг. и на постоянной основе с 2022 года.
Брайан является огромным почитателем творчества Led Zeppelin и фанатом Джона Бонэма.
С 2010 г. ежегодно под началом  
Брайана Тичи проводится грандиозный трибьют-концерт Bonzo Bash. В шоу участвуют известные рок- и метал-барабанщики, где вместе с аккомпанирующей группой исполняют любимые песни Led Zeppelin и другие кавер-версии. На концерт приглашаются многие звёзды мира рока и их список постоянно расширяется.

## Дискография
Билли Айдол
- 2005: Devil's Playground
- 2006: Happy Holidays (Билли Айдол спродюсировал и записал альбом совместно с Тичи и Дереком Шериняном. Все инструментальные партии исполнены Тичи, кроме клавишных Дерека Шериняна.)
- 2008: The Very Best of Billy Idol: Idolize Yourself
- 2009: In Super Overdrive Live
- Гастрольный барабанщик с 2001 года: США, Европа, Канада

Дерек Шеринян
- 2003: Black Utopia
- 2004: Mythology
- 2006: Blood of the Snake
- 2009: Molecular Heinosity

Кенни Уэйн Шеппард
- 2004: The Place You're In

Ball
- 1999: Grand Human Disaster Scenario (только в Японии)
- 2000: American Aggression (через BrianTichy.com)
- 2001: A Study in Persistence (через BrianTichy.com)
- 2003: Bleed Defeat (через BrianTichy.com)

Whitesnake
- 2011: Forevermore
- 2013: Made in Japan
- 2013: Made in Britain / The World Record

Гилби Кларк
- 1998: Rubber
- 2002: Swag
- 2007: Gilby Clarke
- гастролировал в разные годы по США

Винни Мур
- 1996: Out of Nowhere
- Toured '91 and '92, opened 10 shows for Rush

Ana Sidel
- 2005: «A Solas…»
- (8 tracks) recorded

Nicklebag:
- 1996: 12 Hits & A Bump
- 1997: Mas Feedback
- гастроли в Японии и США

Стиви Салас
- 1993: Presents: The Electric Pow Wow
- 1994: Back from the Living
- 1996: Anthology 1987—1994
- 1997: Le Bootleg (Live in Paris)
- 1997: Seoul Power
- 1998: The Sometimes Almost Never Was
- 2001: Shapeshifter (The Fall and Rise of Stevie No Wonder)
- гастроли в разные годы по Японии и Европе

Pride and Glory
- 1994: Pride & Glory
- Toured US, Europe, Japan

B'z
- 2000: «Juice»[англ.]
- 2000: Eleven
- 2003: Big Machine

TMG
- 2004: TMG I

Sass Jordan
- 1994: Rats and Summer Tour

Tommy Shaw и Jack Blades
- 2007: Shaw/Blades: «Influences» (8 tracks) recorded in 2004

Jack Blades
- 2010/TBD: 1/2 of drums on forthcoming solo album

для MasterSource Music Catalog:
- Since 2000: Chief rock songwriter. MasterSource gets music placed in TV and movies. Tichy’s include; Law and Order, CSI, The 40 Year Old Virgin, Supergroup, The Osbournes, Punk’d, Pimp My Ride, and countless others.

другие
- 1991: China Rain — Bed of Nails
- 1994: Guitar’s Practicing Musicians, Vol. 3 (Pride & Glory — «The Wizard»)
- 1997: Return of the Comet — Tribute to Ace Frehley; «Rip It Out», all instruments and vox…
- 1998: Taisuke — Heavy Pop
- 1999: Shameless — Backstreet Anthems
- 2000: Shameless — Queen 4 a Day
- 2001: Sweet Emotion — The Songs of Aerosmith Tribute
- 2004: Richie Kotzen — Shapes of Things to Come (Bonus Track)
- 2005: Iron Maiden Tribute: «Numbers From The Beast»; Run To The Hills with Michael Schenker and Tony Franklin
- 2006: The Beatles Tribute: «Butchering The Beatles»; «Tomorrow Never Knows» with Billy idol, Steve Stevens and Blasko
- 2006: Marco Mendoza: Live For Tomorrow (3 tracks)
- 2007: Maarja: Produced by Kevin Shirley (Zeppelin, Maiden) featuring Derek Sherinian, Paul Crook and Scott Metaxes
- 2009: Эйс Фрэйли: Anomaly — «Fox on the Run»

другие исполнители, с которыми гастролировал Тичи
- 1995: Slash’s Snakepit (1995 World Tour)
- 1998—2000: Foreigner
- 2000: Ozzy Osbourne (Ozzfest 2000)
- 2001: Glenn Hughes
- 2005: Velvet Revolver (3 недели, когда Мэтт Сорум лечил травму руки)
- 2006—2007: Foreigner (временно заменил Джейсона Бонэма)
- 2007: Seether (один месяц во время высуплений на фестивалях)
- 2010: The Guess Who (fill in)